# حبك خيال
حبك خيال هو ألبوم غنائي للفنان فضل شاكر ويعتبر ألبومه الثالث، أُصدر في عام 2001، واحتوى 10 أغاني، وهو من أُنتاج شركة الخيول، احتوى على أغاني مثل حظك يا قلبي، من كتر حبي فيك، والمرايا.

## الأغاني
1. من كتر حبي فيك
2. حظك ياقلبي
3. المرايا
4. حبك خيال
5. ياهوي الغاليين
6. وعهد الله
7. القصة ومافيها
8. ممنوع عني الهوي
9. سواد العين
10. عامل ايه